# Марк Лівін
Марк Лівін (при народженні — Валерій Катерушин, 14 січня 1988, Івано-Франківськ) — сучасний український письменник,  журналіст і маркетолог. Заступник головного редактора The Village Україна. Входить до спільноти українського ПЕНУ. 
Лавреат літературних конкурсів видавництва «Смолоскип» (2012) та «Коронація слова» (2018). У квітні 2019 Міжнародна рада з дитячої та юнацької книги включила книгу Марка Лівіна «Рікі та дороги» до списку видатних книжок для дітей з інвалідністю.
Отримав нагороду «Мікроінфлюенсер 2021 року» від National Bloggers Awards.
Окремі твори письменника перекладені польською, німецькою, англійською, угорською, румунською та азербайджанською мовами.

## Життєпис
Народився 14 січня 1988 року в Івано-Франківську. Навчався у Надвірнянській ЗОШ № 2, Івано-Франківських ЗОШ № 15 та № 19. Навчався на факультеті філології та масових комунікацій у ВМУРоЛ «Україна» за спеціальністю «Видавнича справа та редагування».

## Проза
«Життя та інша хімія»
Письменник дебютував книгою «Життя та інша хімія» (Київ, 2011), передмову до котрої написав Любко Дереш. Написана за 28 днів. Незважаючи на те, що книга знаходилася у вільному доступі, перевидавалася двічі. Це невелика за обсягом повість, у творі можна простежити і елементи детективу, оскільки за сюжетом події відбуваються таким чином, що герой дізнається про них достеменно під кінець. Твір розпочинається із щасливої історії кохання. Але через непорозуміння двох братів гине дівчина одного з дійових персонажів. В другій частині книги автор розповідає про те, як його герой переживав цю драму, що саме допомогло йому боротися з депресією, болем та втратою.
У травні 2012 року за твір «Життя та інша хімія» письменник став лауреатом премії видавництва «Смолоскип» у номінації «Проза».
«Бабине літо»
Повість «Бабине літо» (Харків, «Віват», 2016) — історія про 10-річного хлопця Ждана, який проводить своє літо в селі у бабусі, тому що його батьки розлучаються. Передмову до книги написала письменниця Катерина Бабкіна, післямову — Любко Дереш. Презентації книги відбулися у 14 містах України, за перші тижні продажів книга двічі потрапляла до списку бестселерів мережі книгарень «Є». Була відзначена виданнями Forbes-Україна та Українська правда.
Сценарій за книгою «Бабине літо» став одним із переможців «Коронації слова» у 2018 році.
«Рікі та дороги»
Повість «Рікі та дороги» (Харків, «Віват», 2017) — історія про 14-річного хлопчика-аутиста Матвія та його рудого собаку Рікі, який допомагає хлопцю зрозуміти себе. Передмову до тексту написав український журналіст Андрій Баштовий, художником у книзі виступив Євген Величев. Тур на підтримку книгу пройшов у 14 містах України.
«Рікі та дороги» була відзначена виданнями L'Officiel Ukraine., Charitum, ставала книгою тижня журналу Cosmopolitan Позитивні відгуки та рейтинги книга отримала на ресурсі GOODREADS.. Книга потрапила у короткі списки Всеукраїнського рейтингу «Книжка року 2017» у номінації «підліткова література». У квітні 2019 книга «Рікі та дороги» потрапила до престижного міжнародного каталогу IBBY видатних книжок для дітей з інвалідністю.
Презентаційний тур охопив 14 міст України. Також презентації «Рікі та дороги» відбулися у Німеччині та Франції, зокрема у Мюнхені, Нюрнберзі, Ганновері, Берліні, Парижі, Ліллі та Бордо.
У вересні 2020 року «Рікі та дороги» вийшла польською («Warsztaty Kultury», Люблін). У березні 2021 року книга потрапила в довгий список польської літературної премії Ангелус.
«Зелена, 19»
У грудні 2020 року у видавництві #книголав вийшла книга «Зелена, 19», до якої увійшли повісті «Бабине літо» та «Рікі та дороги», а також оповідання «Уяви, що тут бузок» та «Стриж чорний».
Збірки:
Збірка прози «Люди погоди» (квітень 2015, видавництво «КРОК») у співавторстві з Іваном Байдаком, Романом Штігером та Юрієм Матевощуком.
Антологія сучасної української прози #невимушені (вересень 2016 року, видавництво «Віват» (разом з Катериною Бабкіною, Іриною Цілик, Артемом Чехом та Мирославом Лаюком).
У березні 2018 року у видавництві #книголав вийшла книга «Сила дівчат: маленькі історії великих вчинків», яку написали Марк Лівін та Катерина Бабкіна. Це перша збірка історій для дітей та підлітків про українських жінок, щоби захоплюватися не завжди простими життями та не завжди справедливо оціненими досягненнями українських жінок та дівчат усіх часів, їхнім професіоналізмом, вірністю своєму покликанню, їхньою працею на користь усього людства. Книжка вийшла у видавництві #книголав за ініціативи Internews та фінансової підтримки Уряду Канади через Міністерство міжнародних справ Канади.
У 2018 році у видавництві #книголав вийшла книга Джерома Клапка Джерома «Троє у човні, якщо не рахувати собаки» у перекладі Марка Лівіна.

## Нон-фікшн
«Сторітелінг для очей вух та серця»
У цій книжці Марк Лівін пояснює, як навчитися чути й бачити історії, поглибити власне розуміння тексту та захопливо писати. Крім того, автор наводить розмови з відомими українськими письменниками, рекламістами, журналістами, які розповідають про свої підходи до сторітелінгу й написання текстів. Книга вийшла друком у видавництві Наш Формат у січні 2020 року.
«Простими словами. Як розібратися у своїх емоціях»
Книга вийшла у видавництві Наш формат у грудні 2020 року у співавторстві з психотерапевтом Іллею Полудьоним.
Структурно книжка складається з 20 розділів. Кожен присвячується окремому почуттю чи емоції: злості, заздрості, образі, сорому, самотності тощо. Автори популярно викладають теорію, пояснюють теми на прикладах із власного життя, діляться вправами для пропрацювання. А ще багато говорять про нинішні реалії.
«Простими словами. Як розібратися у своїй поведінці»
Книга вийшла у видавництві Наш формат у березні 2022 року у співавторстві з психотерапевтом Іллею Полудьоним.
У ній читач може познайомитеся з багатьма способами, якими ми «захищаємося» від обставин, — запереченням, проєкцією, ідеалізацією, відстороненням, контролем тощо. Вони допоможуть ще краще зрозуміти себе і свою поведінку: приміром, як ми реагуємо на втрати, переживаємо через виступ, даємо раду образам чи вибудовуємо межі. 

## Професійна діяльність
З січня 2016 року до лютого 2017 року був маркетинг-директором Громадського телебачення. З 1 березня 2017 року — заступник головного редактора The Village Україна. Разом з психологом, сертифікованим гештальт-терапевтом Іллею Полудьонним з 2019 по 2022 рік був ведучим подкасту «Простими словами» від The Village Україна.
У 2022 році Полудьонний покинув проєкт, він продовжився з новою ведучою, клінічною психологинею Софією Терлез.
Разом з письменницею Катею Бабкіною заснував проєкт #bookchallenge_ua — 400 книг за рік. Його мета — популяризація читання українською мовою. До проєкту долучилося понад 4000 людей, загальне охоплення проєкту — понад 2,5 млн користувачів.